# بگدان استانکو
بگدان سورین استانکو (رومانیایی: Bogdan Sorin Stancu؛ زادهٔ ۲۸ ژوئن ۱۹۸۷) بازیکن فوتبال اهل رومانی است و در گنچلربیرلیغی در سوپر لیگ فوتبال ترکیه به عنوان مهاجم بازی می‌کند.

## گلهای ملی
| #  | تاریخ          | ورزشگاه                                   | حریف     | امتیاز | نتیجه | مسابقه                 |
| -- | -------------- | ----------------------------------------- | -------- | ------ | ----- | ---------------------- |
| ۱  | ۳ سپتامبر ۲۰۱۰ | Ceahlăul، پیاترا نئم، رومانی              | آلبانی   | ۱–۰    | ۱–۱   | انتخابی یورو ۲۰۱۲      |
| ۲  | ۲۹ فوریه ۲۰۱۲  | ورزشگاه ملی رومانی، بخارست، رومانی        | اروگوئه  | ۱–۱    | ۱–۱   | بازی دوستانه           |
| ۳  | ۶ فوریه ۲۰۱۳   | Estadio Ciudad، مالاگا، اسپانیا           | استرالیا | ۲–۲    | ۳–۲   | بازی دوستانه           |
| ۴  | ۱۴ اوت ۲۰۱۳    | ورزشگاه ملی، بخارست، رومانی               | اسلواکی  | ۱–۰    | ۱–۱   | بازی دوستانه           |
| ۵  | ۱۱ اکتبر ۲۰۱۳  | Estadi Comunal، آندورا لاولا، آندورا      | آندورا   | ۰–۲    | ۰–۴   | انتخاب جام جهانی ۲۰۱۴  |
| ۶  | ۱۵ نوامبر ۲۰۱۳ | کارایسکاکیس، پیره، یونان                  | یونان    | ۱–۱    | ۳–۱   | انتخابی جام جهانی ۲۰۱۴ |
| ۷  | ۱۴ اکتبر ۲۰۱۴  | ورزشگاه المپیک هلسینکی، هلسینکی، فنلاند   | فنلاند   | ۰–۱    | ۰–۲   | انتخابی یورو ۲۰۱۶      |
| ۸  | ۱۴ اکتبر ۲۰۱۴  | ورزشگاه المپیک هلسینکی، هلسینکی، فنلاند   | فنلاند   | ۰–۲    | ۰–۲   | انتخابی یورو ۲۰۱۶      |
| ۹  | ۱۷ نوامبر ۲۰۱۵ | رناتو دلارا، بولونیا، ایتالیا             | ایتالیا  | ۰–۱    | ۲–۲   | دوستانه                |
| ۱۰ | ۱۰ ژوئن ۲۰۱۶   | استاد دو فرانس، سن دنی، سن سن دنی، فرانسه | فرانسه   | ۱–۱    | ۲–۱   | جام ملت‌های اروپا ۲۰۱۶  |

## آمار
تا تاریخ ۱۰ مه ۲۰۱۶
| باشگاه          | فصل     | لیگ  | لیگ   | جام  | جام   | یوفا | یوفا  | دیگر | دیگر  | جمع  | جمع  |
| باشگاه          | فصل     | بازی | گل ها | بازی | گل ها | بازی | گل ها | بازی | گل ها | بازی | گل‌ها |
| --------------- | ------- | ---- | ----- | ---- | ----- | ---- | ----- | ---- | ----- | ---- | ---- |
| FC Argeș        | ۲۰۰۵–۰۶ | ۷    | ۰     | –    | –     | –    | –     | –    | –     | ۷    | ۰    |
| FC Argeș        | جمع     | ۷    | ۰     | –    | –     | –    | –     | –    | –     | ۷    | ۰    |
| Dacia Mioveni   | ۲۰۰۵–۰۶ | ۱۲   | ۳     | –    | –     | –    | –     | –    | –     | ۱۲   | ۳    |
| Dacia Mioveni   | جمع     | ۱۲   | ۳     | –    | –     | –    | –     | –    | –     | ۱۲   | ۳    |
| Unirea Urziceni | ۲۰۰۶–۰۷ | ۲۰   | ۵     | ۲    | ۰     | –    | –     | –    | –     | ۲۲   | ۵    |
| Unirea Urziceni | ۲۰۰۷–۰۸ | ۲۹   | ۶     | ۲    | ۰     | –    | –     | –    | –     | ۳۱   | ۶    |
| Unirea Urziceni | جمع     | ۴۹   | ۱۱    | ۴    | ۰     | –    | –     | –    | –     | ۵۳   | ۱۱   |
| استوا بخارست    | ۲۰۰۸–۰۹ | ۲۹   | ۱۱    | ۱    | ۰     | ۵    | ۰     | –    | –     | ۳۵   | ۱۱   |
| استوا بخارست    | ۲۰۰۹–۱۰ | ۲۵   | ۸     | ۱    | ۰     | ۹    | ۶     | –    | –     | ۳۵   | ۱۴   |
| استوا بخارست    | ۲۰۱۰–۱۱ | ۱۸   | ۱۳    | ۱    | ۰     | ۸    | ۳     | –    | –     | ۲۷   | ۱۶   |
| استوا بخارست    | جمع     | ۷۲   | ۳۲    | ۳    | ۰     | ۲۲   | ۹     | –    | –     | ۹۷   | ۴۱   |
| گالاتاسرای      | ۲۰۱۰–۱۱ | ۱۴   | ۲     | ۲    | ۱     | –    | –     | –    | –     | ۱۶   | ۳    |
| گالاتاسرای      | جمع     | ۱۴   | ۲     | ۲    | ۱     | –    | –     | –    | –     | ۱۶   | ۳    |
| اردواسپور       | ۲۰۱۱–۱۲ | ۳۱   | ۱۰    | ۱    | ۰     | –    | –     | ۱    | ۰     | ۳۳   | ۱۰   |
| اردواسپور       | ۲۰۱۲–۱۳ | ۳۰   | ۱۰    | ۳    | ۱     | –    | –     | –    | –     | ۳۳   | ۱۱   |
| اردواسپور       | Total   | ۶۱   | ۲۰    | ۴    | ۱     | –    | –     | ۱    | ۰     | ۶۶   | ۲۱   |
| گنچلربیرلیغی    | ۲۰۱۳–۱۴ | ۲۸   | ۱۳    | –    | –     | –    | –     | –    | –     | ۲۸   | ۱۳   |
| گنچلربیرلیغی    | ۲۰۱۴–۱۵ | ۲۴   | ۹     | ۳    | ۱     | –    | –     | –    | –     | ۲۷   | ۱۰   |
| گنچلربیرلیغی    | ۲۰۱۵–۱۶ | ۲۷   | ۱۰    | ۱    | ۰     | –    | –     | –    | –     | ۲۸   | ۱۰   |
| گنچلربیرلیغی    | جمع     | ۷۹   | ۳۲    | ۴    | ۱     | –    | –     | –    | –     | ۸۳   | ۳۳   |
| مجموع           | مجموع   | ۲۹۴  | ۱۰۰   | ۱۶۷  | ۳     | ۲۲   | ۹     | ۱    | ۰     | ۳۳۴  | ۱۱۲  |